# Bulan
Bulan é uma comuna francesa na região administrativa de Occitânia, no departamento dos Altos Pirenéus. Estende-se por uma área de 3,41 km², Em 2010 a comuna tinha 63 habitantes (densidade: 18,5 hab./km²)..